# N13 (België)
De N13 is een gewestweg in de Belgische provincie Antwerpen. De weg verbindt Lier via Herentals met Punt, een gehucht van de stad Geel. De totale lengte van de N13 bedraagt 28,6 km.

## Plaatsen langs de N13
- Lier
- Kessel
- Nijlen
- Bouwel
- Herentals
- Punt

## N13a
De N13a is een aftakking van de N13 in Herentals. De 1,3 kilometer lange route verbindt de N13/N153 met de N123 door het centrum van Herentals. De route verloopt via de Stadspoortstraat, Bovenrij, Grote Markt en Hofkwartier.